# Шрёдер, Деннис
Де́ннис Шрёдер (нем. Dennis Schröder; род. 15 сентября 1993, Брауншвейг, Нижняя Саксония) — немецкий баскетболист, выступающий за клуб НБА «Сакраменто Кингз». Чемпион мира 2023 года и самый ценный игрок того турнира.

## Профессиональная карьера

### Лёвен Брауншвейг (2010—2013)
Шрёдер начал свою профессиональную баскетбольную карьеру в 2010 году в команде «Брауншвейг» — молодёжной команде «Лёвен Брауншвейг». В первом сезоне его средние показатели за игру составили 7,8 очков, 2,1 передача и 1,6 подбора. В сезоне 2011-12 он сделал прорыв в развитии, набирая 17,8 очков и 6,7 передач за игру в течение 23 игр регулярного чемпионата. Команда Денниса вышла в плей-офф, где его средние показатели составили 18,8 очков и 5,1 передачи за 4 игры. В этом же сезоне Шрёдер также сыграл 30 игр за взрослую команду «Лёвен Брауншвейг» Чемпионата Германии по баскетболу, набирая 2,3 очка, 0,7 передач и 0,8 подборов, проводя на площадке в среднем 8 минут.
В сезоне 2012-13 Деннис сыграл 32 игры за «Львов», принося в копилку 12 очков, 3,2 передачи and 2,5 подбора за игру, проводя в среднем 25 минут на площадке. В этом сезоне он получил титул «Самого прогрессирующего игрока немецкой Бундеслиги» и «Самого лучшего молодого игрока немецкой Бундеслиги».
В 2013 году, Шрёдер был включён на матч всех молодых звезд «Найк Хуп Саммит» за сборную мира. Прежде, чем играть на этом матче Деннис решил выставить свою кандидатуру на Драфт НБА 2013 года. 20 апреля 2013 года Шрёдер привел свою команду к победе со счетом 112-98. Он набрал 18 очков, 6 передач, 2 подбора за 29 минут игрового времени.

### Атланта Хокс (2013—2018)
27 июня 2013 года Деннис был выбран под 17-м номером на драфте НБА 2013 года командой «Атланта Хокс». 11 июля клуб из Атланты заключил с ним контракт. Из-за стиля игры и длинных рук молодого игрока сравнивали с Рэджоном Рондо. В заявку на сезон он был включен, как второй разыгрывающий защитник, дублер Джеффа Тига. В начале сезона Шрёдер допустал большое количество потерь мяча и, как результат, его игровое время было сокращено за счет Шелвина Мэка, которому доверили играть второго разыгрывающего в ротации. В декабре он играл в Лиге развития НБА за «Бейкерсфилд Джэм» и закончил свой дебютный сезон в НБА, сыграв всего 49 игр со средними показателями 3,7 очков за 13,1 минуту игрового времени.
22 декабря 2014 года Шрёдер забросил 22 очка в победной игре с «Даллас Маверикс». 13 февраля 2015 года Деннис принял участие в Матче новичков НБА во время звездного уикэнда НБА, набрав 13 очков, 9 передач и 3 перехвата, а «Сборная мира» обыграла «Сборную США» со счётом 121—112. Его выступление было позитивно оценено аналитиками ESPN, сравнившими его с «молодым Тони Паркером». 15 марта 2015 года Шрёдер сделал дабл-дабл в победной игре с Лос-Анджелес Лейкерс, набрав 24 очка и 10 передач. Сезон 2014-15 стал для Денниса прорывом. Он поднял средний показатель за игру до 10,0 очков, 4,1 передач. Шрёдер сыграл в 77 играх регулярного чемпионата (10 из которых в стартовом составе), проведя на площадке 19,7 минут за игру.
В сезоне 2015/16 Шрёдер продолжил пребывать в тени Джеффа Тига, вышедши в стартовом составе в 6 играх из 80 игр, проведенных на площадке. Его средний показатель еще подрос и составил 11,0 очков, 4,4 передачи за 20,3 минут игрового времени. 20 февраля 2016 года в матче с Милуоки Бакс Деннис отметился 25 очками и 10 передачами. В первой игре Атланты с Кливленд Кавальерс во втором раунде плей-офф Шрёдер забросил 27 очков, что, впрочем, не выручило Атланту.
26 октября 2016 года немецкий защитник продлевает контракт с «Атлантой» на четыре года на 70 миллионов долларов. После ухода Джеффа Тига в сезоне 2016-17 в «Индиана Пэйсерс» Деннис Шрёдер принял на себя функцию основного разыгрывающего защитника Атланты. 8 ноября 2016 года Шрёдер обновил личный рекорд, забросив 28 очков в победной игре против «Кливленд Кавальерс». 30 ноября 2016 года в игре против Финикс Санс он забросил 31 очко, причем 14 из них в последней четверти игры. 9 декабря 2016 года Деннис снова обновил рекорд — на этот раз 33 очка были заброшены в корзину «Милуоки Бакс». В пятой игре первого раунда плей-офф против «Вашингтон Уизардс» Шрёдер принес в копилку команды 29 очков (в частности 5 трёхочковых бросков) и 11 передач, однако это не помогло команде выиграть.
23 декабря 2017 года Деннис помог команде одержать победу над «Даллас Маверикс» набрав в актив 33 очка (причем 27 очков во второй половине встречи). 12 января 2018 года в игре против «Бруклин Нетс» Шрёдер забросил уже 34 очка. 20 марта 2018 года в игре против «Юта Джаз» баскетболист установил личный рекорд карьеры на текущий момент — 41 очко.

### Оклахома-Сити Тандер (2018—2020)
25 июля 2018 года Шрёдер перешёл в «Оклахому-Сити Тандер» в результате трёхстороннего обмена с участием «Филадельфии Севенти Сиксерс». В первом сезоне в «Тандер» Шрёдер в основном выходил со скамейки, будучи сменщиком лидера команда Расселла Уэстбрука. При этом Шрёдер играл в среднем 29,3 минуты и набирал 15,5 очка. Во втором сезоне Шрёдер вновь выходил со скамейки, основным разыгрывающим «Тандер» был ветеран Крис Пол. Шрёдер играл в среднем 30,8 минуты и набирал 18,9 очка. Шрёдер стал самым результативным игроком в НБА среди тех, кто выходил со скамейки. В голосовании за звание лучшего шестого игрока НБА Шрёдер занял второе место после Монтреза Харрелла.

### Лос-Анджелес Лейкерс (2020—2021)
18 ноября 2020 года Шрёдер был обменян в «Лос-Анджелес Лейкерс», взамен «Оклахома-Сити Тандер» получили драфт права на Джейдена Макдэниэлса (28-й пик) и трёхкратного чемпиона НБА Дэнни Грина. Шрёдер сыграл 61 матч в старте, проводя рекордные для себя 32,1 минуты в среднем и набирая 15,4 очка и делая 5,8 передачи.

### Бостон Селтикс (2021—2022)
13 августа 2021 года подписал однолетний контракт с «Бостон Селтикс». Сыграл за «Селтикс» 49 матчей, в том числе 25 матчей в стартовом составе.

### Хьюстон Рокетс (2022)
10 февраля 2022 года перешёл в «Хьюстон Рокетс». 29 марта, сыграв 15 матчей за «Рокетс», получил травму, из-за которой был вынужден пропустить остаток сезона в НБА.

### Лос-Анджелес Лейкерс (2022—2023)
16 сентября 2022 года подписал однолетний контракт с «Лейкерс».

### Торонто Рэпторс (2023—2024)
30 июня 2023 года Шрёдер подписал двухлетний контракт с «Торонто Рэпторс» на сумму $26 млн. Сделка полностью покрыла все исключения среднего уровня «Торонто», что позволило организации снизить налог на роскошь до $8,7 млн.
25 октября 2023 года Шрёдер дебютировал в составе «Рэпторс», набрав 22 очка и отдав семь передач в победе над «Миннесотой Тимбервулвз».
13 декабря 2023 года, после победы над «Атлантой Хокс» со счетом 135-128, в которой он набрал 17 очков, семь передач и три подбора, а также сделал блок и перехват, Шрёдер набрал 10 000 очков за карьеру.

### Бруклин Нетс (2024)
8 февраля 2024 года Шрёдер был обменян вместе с Таддеусом Янгом в «Бруклин Нетс» на Спенсера Динвидди. 10 февраля Шрёдер дебютировал в составе «Нетс», набрав 15 очков и 12 передач в победе над «Сан-Антонио Сперс».

### Голден Стэйт Уорриорз (2024—2025)
15 декабря 2024 года Шрёдер был обменян в «Голден Стэйт Уорриорз» на Де’Энтони Мелтона, Риса Бикмана, в сделке также фигурировали драфт-пики; так, «Нетс» получили два пика второго раунда от «Хокс» на драфты 2026 и 2028-го соответственно, а также пик 2029-го года, всё того же второго раунда. «Воины» же заполучили пик второго раунда драфта от «Майами».

### Детройт Пистонс (2025)
6 февраля 2025 года Шрёдер был обменян в «Детройт Пистонс», которые также приобрели Линди Уотерса III и будущий выбор второго раунда драфта в рамках сделки с пятью командами.

### Сакраменто Кингз (2025—настоящее время)
7 июля 2025 года Шрёдер был обменян в «Сакраменто Кингз» по схеме «сайн-энд-трейд» с «Пистонс».

## Выступления за национальную сборную
Шрёдер выступал за сборные Германии до 18 лет и до 20 лет. Он играл на чемпионате Европы ФИБА 2012 года среди игроков до 20 лет и помог сборной Германии занять пятое место, набирая в среднем 6,1 очка, 2 передачи и 1,8 подбора за 14,6 минуты на площадке. 27 июля 2014 года он дебютировал за взрослую сборную Германии по баскетболу в матче против Финляндии.
Шрёдер играл на Евробаскете-2015 в групповом этапе, который проходил в Берлине. Германия не прошла в плей-офф и заняла 18-е место в итоговом рейтинге. Он вернулся на Евробаскет-2017, выведя Германию в четвертьфинал, набирая в среднем 23,7 очка и 5,6 передачи за игру (лучшие показатели в команде).
Шрёдер выразил желание играть за сборную Германии на летних Олимпийских играх 2020 года; однако Федерация баскетбола Германии не смогла выполнить требования по страховке.
Шрёдер вернулся на Евробаскет-2022 и привёл Германию к третьему месту, попав в символическую сборную турнира. Он помог одержать знаменательную победу над Грецией в четвертьфинале, в составе которой был Яннис Адетокунбо. Шрёдер в среднем набирал 22,1 очка и 7,1 передачи за игру, что является лучшим показателем в команде.
Шрёдер привёл сборную Германии к первому титулу чемпионам мира на чемпионате мира по баскетболу 2023 года. Германия прошла без поражений, обыграв такие команды, как Австралия и США. После финала между Германией и Сербией Шрёдер был признан MVP турнира и включён в символическую сборную чемпионата, набирая в среднем 17,9 очка и 6,7 передачи за игру.
На летних Олимпийских играх 2024 года в Париже Шрёдер был знаменосцем сборной Германии вместе с дзюдоисткой Анной-Марией Вагнер. После беспроигрышной серии в группе B и победы над Грецией в четвертьфинале, Германия уступила Франции со счётом 69:73 в полуфинале. В матче за третье место Германия уступила Сербии со счётом 83:93. За свою игру Шрёдер был включён в символическую пятёрку турнира.
21 июля 2025 года Шрёдер был включен в предварительный состав сборной Германии на Евробаскет-2025.

## Личная жизнь
Отец Денниса Шрёдера немец, а мать родом из Гамбии. Он сфокусировался на баскетбольной карьере в 2010 году после смерти отца.
В 2018 году приобрел контрольный пакет акций команды своего родного города «Брауншвейга». В 2020 году стал единственным акционером команды.
В декабре 2023 года по результатам репрезентативного опроса, проведенного институтом изучения общественного мнения Norstat по заказу журнала «Playboy», Деннис Шрёдер был назван «Человеком года» в Германии.

## Статистика

### Статистика в НБА
| Сезон                                                                                    | Команда       | Регулярный сезон | Регулярный сезон | Регулярный сезон | Регулярный сезон | Регулярный сезон | Регулярный сезон | Регулярный сезон | Регулярный сезон | Регулярный сезон | Регулярный сезон | Регулярный сезон | Серия плей-офф | Серия плей-офф | Серия плей-офф | Серия плей-офф | Серия плей-офф | Серия плей-офф | Серия плей-офф | Серия плей-офф | Серия плей-офф | Серия плей-офф | Серия плей-офф |
| Сезон                                                                                    | Команда       | GP               | GS               | MPG              | FG%              | 3P%              | FT%              | RPG              | APG              | SPG              | BPG              | PPG              | GP             | GS             | MPG            | FG%            | 3P%            | FT%            | RPG            | APG            | SPG            | BPG            | PPG            |
| ---------------------------------------------------------------------------------------- | ------------- | ---------------- | ---------------- | ---------------- | ---------------- | ---------------- | ---------------- | ---------------- | ---------------- | ---------------- | ---------------- | ---------------- | -------------- | -------------- | -------------- | -------------- | -------------- | -------------- | -------------- | -------------- | -------------- | -------------- | -------------- |
| 2013/14                                                                                  | Атланта       | 49               | 0                | 13,1             | 38,3             | 23,8             | 67,4             | 1,2              | 1,9              | 0,3              | 0,0              | 3,7              | 2              | 0              | 3,5            | 100,0          | 100,0          | -              | 1,0            | 0,0            | 0,0            | 0,0            | 2,5            |
| 2014/15                                                                                  | Атланта       | 77               | 10               | 19,7             | 42,7             | 35,1             | 82,7             | 2,1              | 4,1              | 0,6              | 0,1              | 10,0             | 16             | 0              | 18,1           | 38,6           | 23,5           | 85,7           | 1,8            | 3,9            | 0,6            | 0,0            | 9,0            |
| 2015/16                                                                                  | Атланта       | 80               | 6                | 20,3             | 42,1             | 32,2             | 79,1             | 2,6              | 4,4              | 0,9              | 0,1              | 11,0             | 10             | 0              | 19,1           | 45,2           | 34,3           | 84,6           | 1,9            | 3,6            | 0,4            | 0,1            | 11,7           |
| 2016/17                                                                                  | Атланта       | 79               | 78               | 31,5             | 45,1             | 34,0             | 85,5             | 3,1              | 6,3              | 0,9              | 0,2              | 17,9             | 6              | 6              | 35,3           | 45,5           | 42,5           | 83,8           | 2,3            | 7,7            | 1,0            | 0,0            | 24,7           |
| 2017/18                                                                                  | Атланта       | 67               | 67               | 31,0             | 43,6             | 29,0             | 84,9             | 3,1              | 6,2              | 1,1              | 0,1              | 19,4             | Не участвовал  | Не участвовал  | Не участвовал  | Не участвовал  | Не участвовал  | Не участвовал  | Не участвовал  | Не участвовал  | Не участвовал  | Не участвовал  | Не участвовал  |
| 2018/19                                                                                  | Оклахома-Сити | 79               | 14               | 29,3             | 41,4             | 34,1             | 81,9             | 3,6              | 4,1              | 0,8              | 0,2              | 15,5             | 5              | 0              | 30,1           | 45,5           | 30,0           | 72,2           | 3,2            | 3,4            | 0,8            | 0,0            | 13,8           |
| 2019/20                                                                                  | Оклахома-Сити | 65               | 2                | 30,8             | 46,9             | 38,5             | 83,9             | 3,6              | 4,0              | 0,7              | 0,2              | 18,9             | 7              | 0              | 32,4           | 40,4           | 28,9           | 80,0           | 3,7            | 3,6            | 0,6            | 0,1            | 17,3           |
| 2020/21                                                                                  | Лейкерс       | 61               | 61               | 32,1             | 43,7             | 33,5             | 84,8             | 3,5              | 5,8              | 1,1              | 0,2              | 15,4             | 6              | 6              | 32,8           | 40,0           | 30,8           | 84,6           | 3,0            | 2,8            | 1,0            | 0,2            | 14,3           |
| 2021/22                                                                                  | Бостон        | 49               | 25               | 29,2             | 44,0             | 34,9             | 84,8             | 3,3              | 4,2              | 0,8              | 0,1              | 14,4             | Не участвовал  | Не участвовал  | Не участвовал  | Не участвовал  | Не участвовал  | Не участвовал  | Не участвовал  | Не участвовал  | Не участвовал  | Не участвовал  | Не участвовал  |
| 2021/22                                                                                  | Хьюстон       | 15               | 4                | 27,0             | 39,3             | 32,8             | 87,2             | 3,3              | 5,9              | 0,8              | 0,2              | 10,9             | Не участвовал  | Не участвовал  | Не участвовал  | Не участвовал  | Не участвовал  | Не участвовал  | Не участвовал  | Не участвовал  | Не участвовал  | Не участвовал  | Не участвовал  |
| 2022/23                                                                                  | Лейкерс       | 66               | 50               | 30,1             | 41,5             | 32,9             | 85,7             | 2,5              | 4,5              | 0,8              | 0,2              | 12,6             | 16             | 3              | 26,1           | 39,8           | 33,3           | 82,1           | 1,9            | 2,9            | 1,0            | 0,2            | 7,4            |
| 2023/24                                                                                  | Торонто       | 51               | 33               | 30,6             | 44,2             | 35,0             | 85,2             | 2,7              | 6,1              | 0,9              | 0,2              | 13,7             | Не участвовал  | Не участвовал  | Не участвовал  | Не участвовал  | Не участвовал  | Не участвовал  | Не участвовал  | Не участвовал  | Не участвовал  | Не участвовал  | Не участвовал  |
| 2023/24                                                                                  | Бруклин       | 29               | 25               | 32,0             | 42,4             | 41,2             | 79,7             | 3,5              | 6,0              | 0,6              | 0,3              | 14,6             | Не участвовал  | Не участвовал  | Не участвовал  | Не участвовал  | Не участвовал  | Не участвовал  | Не участвовал  | Не участвовал  | Не участвовал  | Не участвовал  | Не участвовал  |
| 2024/25                                                                                  | Бруклин       | 23               | 23               | 33,6             | 45,2             | 38,7             | 88,9             | 3,0              | 6,6              | 1,1              | 0,2              | 18,4             | Не участвовал  | Не участвовал  | Не участвовал  | Не участвовал  | Не участвовал  | Не участвовал  | Не участвовал  | Не участвовал  | Не участвовал  | Не участвовал  | Не участвовал  |
|                                                                                          | Всего         | 790              | 398              | 27,5             | 43,5             | 34,4             | 83,8             | 2,9              | 4,9              | 0,8              | 0,1              | 14,2             | 68             | 15             | 24,9           | 42,0           | 32,5           | 82,3           | 2,3            | 3,7            | 0,7            | 0,1            | 11,9           |
| Наведите курсор мыши на аббревиатуры в заголовке таблицы, чтобы прочесть их расшифровку. |               |                  |                  |                  |                  |                  |                  |                  |                  |                  |                  |                  |                |                |                |                |                |                |                |                |                |                |                |

### Статистика в Джи-Лиге
| Сезон                                                                                    | Команда          | Регулярный сезон | Регулярный сезон | Регулярный сезон | Регулярный сезон | Регулярный сезон | Регулярный сезон | Регулярный сезон | Регулярный сезон | Регулярный сезон | Регулярный сезон | Регулярный сезон | Серия плей-офф | Серия плей-офф | Серия плей-офф | Серия плей-офф | Серия плей-офф | Серия плей-офф | Серия плей-офф | Серия плей-офф | Серия плей-офф | Серия плей-офф | Серия плей-офф |
| Сезон                                                                                    | Команда          | GP               | GS               | MPG              | FG%              | 3P%              | FT%              | RPG              | APG              | SPG              | BPG              | PPG              | GP             | GS             | MPG            | FG%            | 3P%            | FT%            | RPG            | APG            | SPG            | BPG            | PPG            |
| ---------------------------------------------------------------------------------------- | ---------------- | ---------------- | ---------------- | ---------------- | ---------------- | ---------------- | ---------------- | ---------------- | ---------------- | ---------------- | ---------------- | ---------------- | -------------- | -------------- | -------------- | -------------- | -------------- | -------------- | -------------- | -------------- | -------------- | -------------- | -------------- |
| 2013/14                                                                                  | Бейкерсфилд Джэм | 6                | 6                | 34,0             | 47,9             | 29,4             | 71,1             | 4,2              | 6,7              | 0,8              | 0,2              | 17,0             | Не участвовал  | Не участвовал  | Не участвовал  | Не участвовал  | Не участвовал  | Не участвовал  | Не участвовал  | Не участвовал  | Не участвовал  | Не участвовал  | Не участвовал  |
|                                                                                          | Всего            | 6                | 6                | 34,0             | 47,9             | 29,4             | 71,1             | 4,2              | 6,7              | 0,8              | 0,2              | 17,0             | Не участвовал  | Не участвовал  | Не участвовал  | Не участвовал  | Не участвовал  | Не участвовал  | Не участвовал  | Не участвовал  | Не участвовал  | Не участвовал  | Не участвовал  |
| Наведите курсор мыши на аббревиатуры в заголовке таблицы, чтобы прочесть их расшифровку. |                  |                  |                  |                  |                  |                  |                  |                  |                  |                  |                  |                  |                |                |                |                |                |                |                |                |                |                |                |

### Статистика в других лигах
| Сезон | Команда    | Лига               | GP | GS | MPG  | FG%  | 3P%  | FT%  | RPG | APG | SPG | BPG | PFL | TOV | PPG  |
| --- | ---------- | ------------------ | -- | -- | ---- | ---- | ---- | ---- | --- | --- | --- | --- | --- | --- | ---- |
| 2011/12 | Брауншвейг | Чемпионат Германии | 29 | 0  | 8,0  | 37,5 | 11,8 | 62,1 | 0,6 | 0,7 | 0,3 | 0,1 | 1,0 | 0,9 | 2,3  |
| 2012/13 | Брауншвейг | Чемпионат Германии | 32 | 14 | 25,3 | 42,2 | 40,0 | 83,2 | 2,5 | 3,2 | 0,9 | 0,0 | 1,9 | 2,5 | 12,0 |
| Всего | Всего      | Всего              | 61 | 14 | 17,1 | 41,4 | 36,1 | 78,5 | 1,6 | 2,0 | 0,6 | 0,0 | 1,5 | 1,8 | 7,4  |
| Наведите курсор мыши на аббревиатуры в заголовке таблицы, чтобы прочесть их расшифровку Статистика приведена с сайта basketball.realgm.com |            |                    |    |    |      |      |      |      |     |     |     |     |     |     |      |

## Достижения
- Чемпион мира: 2023
- Бронзовый призёр чемпионата Европы: 2022